# Acroporium joannis-winkleri
Acroporium joannis-winkleri är en bladmossart som beskrevs av Brotherus 1928. Acroporium joannis-winkleri ingår i släktet Acroporium och familjen Sematophyllaceae. Inga underarter finns listade i Catalogue of Life.